# Lubnica (Bułgaria)
Lubnica (bułg. Любница) – wieś w Bułgarii, w obwodzie sofijskim, w gminie Ichtiman. Według danych szacunkowych Ujednoliconego Systemu Ewidencji Ludności oraz Usług Administracyjnych dla Ludności, 15 września 2022 roku miejscowość zamieszkiwały już tylko dwie osoby.